# Chionea jenniferae
Chionea jenniferae là một loài ruồi trong họ Limoniidae. Chúng phân bố ở miền Tân bắc.